# Tour de Argelia
El Tour de Argelia (oficialmente: Tour d'Algérie) es una carrera ciclista profesional por etapas que se disputa en Argelia.

## Historia
Su primera edición fue en 1949 con 19 etapas, aunque ha tenido varios parones y no se ha disputado de forma continuada alternando ediciones profesionales con amateurs y con una progresiva disminución del número de etapas. Tras haber estado 7 años sin disputarse volvió en el 2011 formando parte del UCI Africa Tour, dentro de la categoría 2.2 (última categoría del profesionalismo), teniendo 5 etapas. Su última edición fue en 2014.

### Nuevo Tour de Argelia
En 2013 decidieron unirse varias carreras de Argelia para recordar en antiguo Tour de Argelia con 12 días de competición consecutivos por carreteras de su país (este Tour de Argelia, Circuito de Argel, Tour de Tipaza y Tour de Blida) lógicamente con sus clasificaciones independientes por cada carrera pero compartiendo equipos participantes y logística. En 2014 se amplió el número de estas carreras (añadiendo el Gran Premio de Oran, Tour de Setif, Critérium Internacional de Setif, Tour de Constantino y el Critérium Internacional de Blida y quitando el Tour de Tipaza) con un total de 19 días de competición en 22 días y en el 2015 hubo otra ampliación con la introducción del Tour de Orán, Tour de Annaba y Critérium Internacional de Constantino y la supresión del Critérium Internacional de Argel y de este Tour de Argelia (22 días de competición en 25 días).

## Palmarés

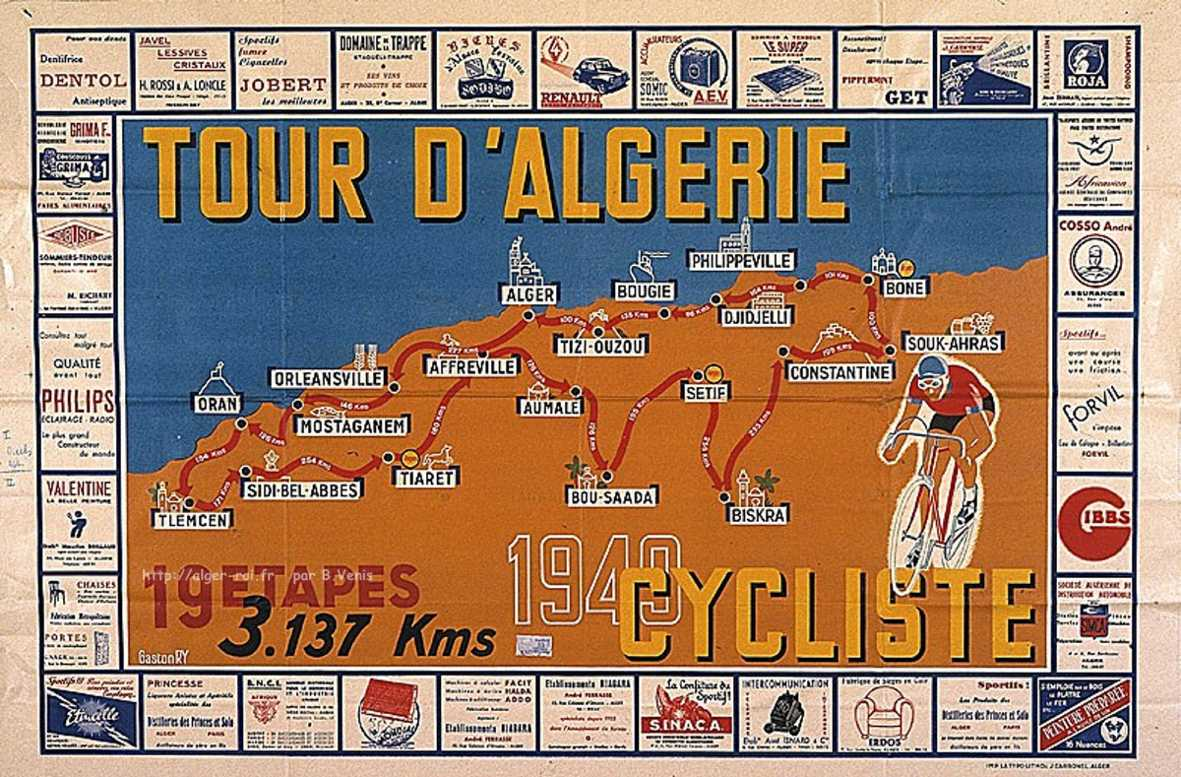
Recorrido del Tour de Argelia 1949, fue la primera edición.

En amarillo: edición amateur.
| Año       | Ganador              | Segundo               | Tercero                    |
| --------- | -------------------- | --------------------- | -------------------------- |
| 1949      | Hilaire Couvreur     | Roger Dequenne        | Edward Van Dyck            |
| 1950      | Hilaire Couvreur     | Angelo Menon          | Alex Close                 |
| 1951      | André Rosseel        | Maurice Quentin       | Robert Varnajo             |
| 1952      | Vincent Vitetta      | Jean Dotto            | Georges Meunier            |
| 1953      | Germain Derycke      | Raymond Impanis       | Maurice Neyt               |
| 1970      | Zygmund Hanusik      | Piet Legierse         | Bernd Knispel              |
| 1971      | Zbignien Krzeszowiec | Ivan Skosirev         | Dmitri Trichin             |
| 1972      | Frits Schur          | Jiri Hava             | Dusan Zeman                |
| 1973      | Stanisław Szozda     | Alexandre Yudin       | Ryszard Szurkowski         |
| 1974      | No se disputó        | No se disputó         | No se disputó              |
| 1975      | Sven-Ake Nilsson     | Aavo Pikkuus          | Alexandre Yudin            |
| 1976-1983 | No se disputó        | No se disputó         | No se disputó              |
| 1984      | Niedine Tchambaz     | Bandera de ?          | Bandera de ?               |
| 1985      | Sebti Benzine        | Malek Hamza           | Gilles Figue               |
| 1986      | Salim Belkir         | Sebti Benzin          | Miklos Somogy              |
| 1987      | Abdelbechir Reguigui | Bandera de ?          | Bandera de ?               |
| 1988      | Steffen Rein         | Miroslav Liptak       | Falk Boden                 |
| 1989-2000 | No se disputó        | No se disputó         | No se disputó              |
| 2001      | Mohamed Abdel        | Ahmed El Nady         | Mohamed Khaled             |
| 2002      | No se disputó        | No se disputó         | No se disputó              |
| 2003      | Mohamed Er Regragui  | Bandera de ?          | Bandera de ?               |
| 2004-2010 | No se disputó        | No se disputó         | No se disputó              |
| 2011      | Azzedine Lagab       | Adil Jelloul          | Natnael Berhane            |
| 2012      | Natnael Berhane      | Adil Jelloul          | Joaquín Sobrino            |
| 2013      | Víctor de la Parte   | Mustafa Sayar         | Stefan Schumacher          |
| 2014      | Mekseb Debesay       | Devid Tintori         | Ting Hon Yeung             |
| 2015-2017 | No se disputó        | No se disputó         | No se disputó              |
| 2018      | Azzedine Lagab       | Abderrahmane Mansouri | Gabriel Reguero            |
| 2019-2022 | No se disputó        | No se disputó         | No se disputó              |
| 2023      | Paul Hennequin       | Edoardo Sandri        | Aklilu Ghebrehiwet         |
| 2024      | Nassim Saidi         | Lars Quaedvlieg       | Christopher Rougier-Lagane |
| 2025      | Hamza Amari          | Rutger Wouters        | Youcef Reguigui            |

## Palmarés por países
| País                          | Victorias |
| ----------------------------- | --------- |
| Argelia                       | 8         |
| Bélgica                       | 4         |
| Polonia                       | 3         |
| Eritrea                       | 2         |
| Francia                       | 2         |
| España                        | 1         |
| Países Bajos                  | 1         |
| Suecia                        | 1         |
| República Democrática Alemana | 1         |
| Egipto                        | 1         |
| Marruecos                     | 1         |